# Georg Wilhelm Strauch
Georg Wilhelm Strauch (* 5. Juni 1805 in Heppenheim; † 23. Januar 1868 in Muri, Kanton Aargau) war ein deutscher Mathematiker, Lehrer, Rektor und Sachbuchautor.

## Leben und Werk
Strauch besuchte das Gymnasium in Bensheim und 1821 das Lyceum Mannheim, wo er als begabter Violinspieler bereits als 16-Jähriger den erkrankten Kapellmeister des Stadttheaters vertrat.
1825 begann Strauch Rechtswissenschaften an der Justus-Liebig-Universität Gießen zu studieren, wandte sich dann aber der Altphilologie zu. An der Universität Heidelberg entschied er sich 1827 unter dem Einfluss von Franz Ferdinand Schweins zu einem erneuten Fachwechsel, nämlich zur Mathematik. Ab 1830 studierte er an der Universität München, anschließend wieder an der Universität Heidelberg, wo er 1834 doktorierte.
Als sein Vater verstarb, verdiente sich Strauch die Mittel für das weitere Studium als Privatlehrer der Mathematik und als Hofmeister im Hause des Grafen Karl Friedrich Stephan von Otting, Fünfstetten und Schönfeld, dessen Söhne er in den Gymnasialfächern unterrichtete.
Strauch war ab 1835 als Lehrer am Institut von Johann Karl Christian Lippe auf Schloss Lenzburg tätig und wurde 1843 vom Regierungsrat an die neu gegründete Bezirksschule Muri als Lehrer für Mathematik und Physik sowie als Stellvertreter für die klassischen Sprachen gewählt. Als Lehrer wurde er von seinen Schülern geachtet und geliebt. Zudem unterstützte er gemeinnützige Werke in freigiebiger und großzügiger Weise.
Strauch übernahm 1859 das Rektorat und wurde 1864 Mitglied des Bezirksschulrates. Warum er 1848 den Ruf der Universität Heidelberg als Nachfolger von Franz Ferdinand Schweins ablehnte und an der Bezirksschule Muri blieb, konnte nie geklärt werden. Strauch sei ein empfindlicher Hypochonder und eine zwiespältige Person gewesen. „Einerseits war er gegenüber Vorgesetzten recht untertänig, gegenüber Untergebenen und Kollegen kehrte er jedoch die Respektsperson heraus.“ Zudem sei er ein gefürchteter und gehasster Ränkeschmied gewesen, der einen Hang zur Titelsucht gehabt habe. So habe sich Strauch gerne „Professor und Rektor der höheren Unterrichtsanstalt in Muri“ genannt.
Strauchs zweibändiges Werk Theorie und Anwendung des sogenannten Variationscalcul’s war das erste Lehrbuch dieser Disziplin und hatte besondere Bedeutung durch die zahlreichen Beispiele im zweiten Band. Strauch hinterließ eine wertvolle Bibliothek, die nach seinem Tod in die Kantonsbibliothek Aargau überging.